# Asociación Civil Racing Club
La Asociación Civil Racing Club es un club de fútbol argentino de la ciudad de Trelew, en la provincia del Chubut en Argentina. Es el club más ganador de la liga del valle. Actualmente se desempeña en la Liga del Valle, torneo regional de Chubut.

## Historia
Racing nace en 1920, tras la salida de varios jugadores del Trelew Athletic Club, quienes dieron comienzo a la institución bajo el nombre de Nacional. Los jugadores expulsados fueron: Francisco Guerra, Orlando Maroglio, Vivian Davies, Juan Oliver, Gregorio Nahuelquir y Patricio Vacas Reinante, a los cuales sumaron a Eduardo Fernández, Ricardo Valsecci y Antonio Denadei, integrantes de Racing.
Esta fusión recibió el nombre de Nacional Racing Club.

### Cambio del nombre
El Nacional Racing Club, debió cambiar el nombre ya que en 1946, una disposición del Poder Ejecutivo prohibió la utilización de la palabra "Nacional" en nombres de instituciones o asociaciones particulares.
Fue así como el 22 de octubre 1946 quedó oficializado el nombre de Racing Club de Trelew, a la vez que fue otorgada su personería jurídica.

### Sede social y estadio
En 1932 el club compró una porción de la manzana n° 146, ubicada entre 25 de mayo y 9 de julio de la ciudad de Trelew. En el mismo predio funcionó la sede social y tras el paso de varios años, en 1954 se completó la edificación de la actual sede.
En 1975, la institución adquirió la chacra n°87, donde actualmente está ubicado el Estadio Cayetano Castro.

### Torneos nacionales

#### Torneo Regional
La primera participación nacional fue en el Torneo Regional de 1969, al cual accedió tras ser campeón del Torneo Oficial de la liga de 1968. En esta competencia "la acadé" avanzó hasta la segunda fase tras superar a Talleres Juniors de Comodoro Rivadavia 4 a 2 en el global (empate en 1 en Comodoro Rivadavia y victoria 3 a 1 como local). En esta segunda etapa se enfrentó a San Lorenzo de Mar del Plata, equipo que lo derrotó las dos veces, primero 2 a 0 en Trelew y luego 12 a 1 en "mardel".
Al año siguiente vuelve a disputar el Regional, esta vez derrotó a Comferpet en la primera ronda, 2 a 1 en Trelew y 2 a 0 en Comodoro Rivadavia, y luego cayó ante All Boys de Santa Rosa por 5 a 0 (0-2 como local y 0-3 como visitante).
Diez años más tarde, y tras obtener el Torneo Oficial de 1979; Racing disputaba nuevamente el Torneo Regional. En el Grupo 2, y junto con Cipolletti de Río Negro, El Ciclón de Viedma y Huahuel Niyeo de Bariloche, finalizó tercero, con tan solo una victoria, conseguida como local ante el equipo barilochense.
En 1982 obtuvo su mejor desempeño, llegando hasta la final. En la primera llave se enfrentó a Bancruz de Río Gallegos, al cual, tras empatar en 2 en la ciudad austral, derrotó 3 a 1 como local. Con esa victoria avanzó y se enfrentó a General Saavedra de Comodoro Rivadavia al cual venció 4 a 2 como local, y tras empatar en 2 en Comodoro, clasificó a la final. Ante Deportivo Roca cayó en sus primer encuentro, 4 a 0 en Río Negro, lo cual obligaba a "la academia" a tener que convertir cuatro o más goles en Trelew. Eso no sucedió y con una victoria 2 a 0 se despidió de la chance de disputar el Nacional de 1982.
Al año siguiente tampoco logró la clasificación al Nacional. Integró el grupo 2-A junto con San Lorenzo de Río Gallegos, Jorge Newbery de Comodoro Rivadavia, Las Heras de Caleta Olivia y Belgrano de Esquel y con cuatro victorias, un empate y tres derrotas finalizó tercero, sin lograr pasar de ronda.

#### Torneo del Interior
En 1986 se crea el Torneo del Interior, que era la tercera división nacional para equipos indirectamente afiliados. Racing participa en la temporada inaugural de dicha competencia, en la región sur, Zona A.
Junto con Huracán de Comodoro Rivadavia accedió a la segunda fase, tras finalizar debajo de este en la tabla en una zona compartida también con Estrella del Sur de Caleta Olivia, Bernardo O'Higgins de Río Grande y Petrolero Austral de Río Gallegos. Su mejor partido fue ante este último, al cual derrotó 6 a 1 como local.
En la segunda etapa, tanto Huracán como Racing se juntaron con los equipos clasificados del norte patagónico, Alianza de Cutral Có y el ya conocido Deportivo Roca.
El club tuvo un gran desempeño, con su punto más alto la victoria ante Huracán en Comodoro y con cuatro victorias y solo dos derrotas, avanzó como primero en el grupo a la siguiente etapa.
En esta tercera etapa, el equipo cae ante Universitario de Tandil en sus dos presentaciones, primero 1 a 3 en el Cayetano Castro y después 1 a 0 en la provincia de Buenos Aires.
Su segunda participación en este certamen se dio en la temporada 1994/95, última temporada del mismo.
Racing participó en el grupo B de la región sur junto con Huracán de Comodoro Rivadavia, Independiente de Río Gallegos y Mar del Plata de Caleta Olivia. Finalizó primero tras vencer en cuatro partidos, empatar en uno y perder solamente ante Mar del Plata 1 a 0. El punto más alto fue la victoria 7 a 1 al mismo equipo pero en condición de local.
Tras esta primera etapa, el club conformó el grupo 2 con los equipos provenientes del norte patagónico. Cipolletti, Alianza de Cutral Có, Costa Brava de General Pico y Atlético Neuquén de la ciudad homónima.
Con dos victorias, tres empates y tres derrotas, el equipo quedó eliminado.

#### Torneo Argentino B
En 1996 debuta en una nueva competencia nacional, esta vez, el Torneo Argentino B . En este certamen integró el grupo A de la región sur junto con General Belgrano de Esquel, Olimpia FC de Caleta Olivia y un "viejo conocido", Huracán de Comodoro Rivadavia.
Finalizó primero, con cuatro victorias y dos derrotas, destacándose una goleada 7-3 al equipo de Caleta Olivia. Este primer puesto le valió disputar una serie ante el segundo ubicado en la zona norte patagónica, Defensores de La Colonia de Río Colorado. Tras empatar en cero como visitante, Racing perdió 1 a 0 en el Cayetano y con esto finalizó su participación.
En 1998 vuelve a disputar el torneo, esta vez, llegando a la última instancia, donde compartió grupo con Huracán de Tres Arroyos, la CAI de Comodoro Rivadavia y 13 de Junio de Pirané. Con tan solo un empate, finalizó último y no logró ascender.
En el 2001 vuelve a disputarlo, quedando eliminado en la primera ronda, al terminar segundo de grupo.
Tras una reestructuración, Racing fue invitado a participar de la Temporada 2006/07 del Torneo Argentino B, lo cual significó su vuelta a torneos oficiales después de cinco años. En esa división jugó hasta la temporada 08/09, donde perdió la promoción contra Boca de Río Gallegos.
Volvió a dicha categoría en la temporada 2011-2012, nuevamente como invitado.
Hasta el día de hoy se mantiene en dicha división, donde ha disputado cinco ediciones, realizando su mejor papel en la edición 12/13, donde alcanzó las instancias finales.

#### Copa Argentina
Copa Argentina 2011/12
La primera participación de "la acade" en la Copa Argentina fue en la edición Copa Argentina 2011/12, donde alcanzó la etapa de treintaydosavos de final y fue eliminado a manos de Velez Sarsfield, quien fuera campeón de Argentina para aquella época.
Para la ocasión, la empresa que por aquel entonces vestía a la institución decidió crear un diseño especial de indumentaria con franjas horizontales.
| Alineación: - Lucas Abud - Jorge Moránt - Carlos Rodrigo - Martín Francezón - Brian Castillo - Leandro Mussi - William Hernández Spinelli - Lucas Machain - Armando Mansilla - Francisco López Rojas - Hugo Osorio - DT:Luis Alberto Díaz |  | Copa Argentina 2011/12 Abud Rodrigo Francezón Moránt Bastillo Mussi Hernández Machain Mansilla López Rojas Osorio |  | Camiseta especial |
| Copa Argentina 2011/12 Abud Rodrigo Francezón Moránt Bastillo Mussi Hernández Machain Mansilla López Rojas Osorio |  | |  |                   |

Suplentes: Jorge París, Kevin Garay, Diego Frías.
| Copa Argentina; 29 de febrero de 2012 | Vélez Sarsfield                | 2:0 | Racing | Padre Martearena, Salta, Salta |                            |
|                                       | I. Bella 10' · H. Canteros 30' |     |        | Árbitro(s): Alejandro Toia     | Árbitro(s): Alejandro Toia |

Otras ediciones
Durante la segunda edición, Racing quedó eliminado en la primera eliminatoria a manos del Deportivo Madryn.

### Baja del torneo de transición y vuelta al plano federal
Para mediados de julio de 2014 se hizo pública la baja del club del Torneo Argentino B en su edición 2014. Debido a la reestructuración que llevó a cabo la Asociación del Fútbol Argentino en sus competencias, durante el segundo semestre del 2014 existiría un certamen "corto" que otorgaría ocho ascensos y del cual "La Acadé" podría haber participado. Sin embargo, por motivos económicos el club desistió de participar del certamen, aprovechando que la organización decidió que los equipos podrían mantener su plaza aun así decidiesen no participar.
Tras esos seis meses sin competencia nacional, el primer equipo del club volvió a la cuarta división en el Torneo Federal B 2015, donde disputó 20 partidos y finalizó fuera de la clasificación para la segunda fase. En 2016 surgió una nueva temporada de transición, donde esta vez, el equipo si participó. En el Federal B de ese año, Racing superó la primera fase, pero quedó eliminado en el primer cruce de eliminatorias, tras perder la tanda de penales.

## Uniforme
El uniforme de Racing consta de una remera a bastones verticales, rojos y blancos, pantalones rojos, blancos o negros y medias de los mismos colores. Por razones de patrocinio, el equipo durante el Torneo Argentino B utiliza un uniforme y durante los encuentros de la Liga del Valle otro.
Por lo general, las camisetas de la temporada pasada del Argentino B suelen ser las de la siguiente en la Liga del Valle. [cita requerida]
| Torneo Argentino B | Liga del Valle | Suplente para ambos torneos |

Patrocinadores
Torneo Argentino B:
- Fabricante: Sports2000
- Pecho: Municipalidad de Trelew

Liga del Valle:
- Fabricante: Sports2000
- Pecho: Diario Jornada

## Instalaciones

### Estadio Cayetano Castro
El estadio donde hace de local Racing es el Estadio Cayetano Castro, ubicado en la salida desde Trelew hacia Rawson por la ruta provincial 25, más específicamente, en la chacra n°87, y tiene una capacidad para 13.000 espectadores, y actualmente está en reformas.
Es uno de los pocos estadios de Trelew con superficie de césped natural.[cita requerida]

### Sede social

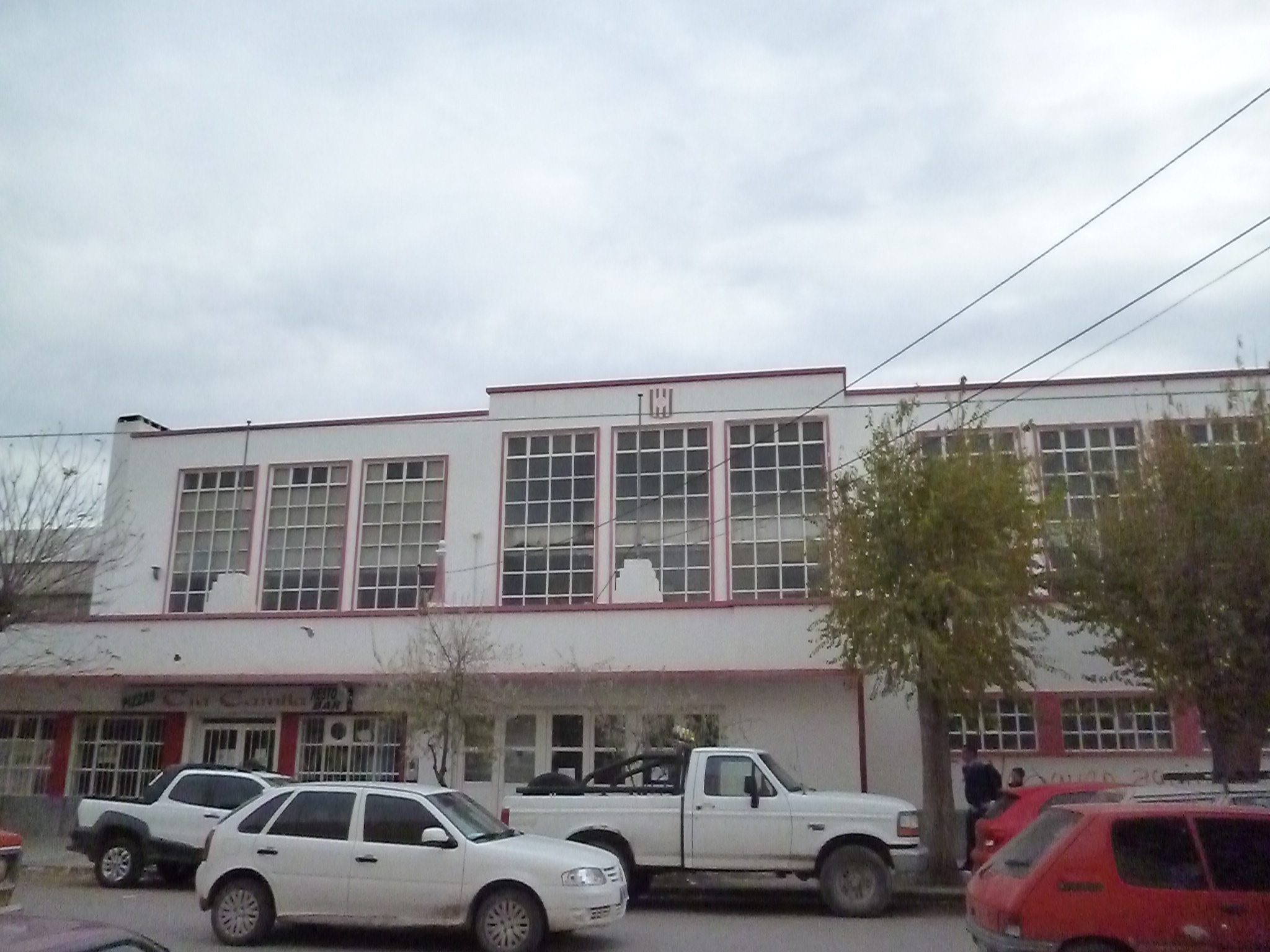
Edificio de la sede social.

Ubicada entre 25 de mayo y 9 de julio en Trelew, la sede social cuenta con:
- Estadio cubierto destinado a la práctica del básquet, con:
  - Vestuarios
  - Gradas de cemento
  - Cabina
- Cancha de fútbol 8, con:
  - Superficie de césped sintético
  - Vestuarios
  - Iluminación artificial
- Comedor.
- Gimnasio de aparatos.

## Datos del club

### En campeonatos nacionales
Participaciones
- Temporadas en Primera División: 0.
- Temporadas en Segunda División: 0.
- Temporadas en Tercera División:
  - Torneo Regional (1967 hasta 1985): 6 (1969, 1970, 1980, 1982, 1983, 1985-86)
  - Torneo del Interior (1986 hasta 1995): 2 (1986-87, 1994-95)
  - Argentino A (1995 hasta 2014): 0
  - Federal A (desde 2014): 0
- Temporadas en Cuarta División:
  - Argentino B (1995 hasta 2014): 10 (1996-97, 1998-99, 2001-02, 2006-07, 2007-08, 2008-09, 2010-11, 2011-12, 2012-13, 2013-14)
  - Federal B (desde 2014): 4 (2015, 2016, 2016 c., 2017)
  - Regional Federal Amateur (desde 2019): 1 (2019)
- Temporadas en Quinta División:
  - Torneo del Interior: 2 (2010, 2011)
- Participaciones en Copa Nacional: 3 (2011-12, 2012-13, 2013-14)

Resultados y posiciones:
En tercera división:
- Mejor posición: Cuartofinalista en el Torneo del Interior 1986/87
- Mejores resultados:
  - 12 - 1 (Torneo Regional 1983, Primera ronda, grupo 2-A, contra Las Heras)
  - 7 - 1 (Torneo del Interior 1994/95, grupo B, contra Mar del Plata de Caleta Olivia)
  - 6 - 0 (Torneo Regional 1983, Primera ronda, grupo 2-A, contra Belgrano de Esquel)
  - 6 - 1 (Torneo del Interior 1986/87, Región sur, Primera ronda, zona A, contra Petrolero Austral de Río Gallegos)
- Peor resultado: 1 - 12 (Torneo Regional 1969, segunda ronda, grupo 4, contra San Lorenzo (Mar del Plata))

En cuarta división:
- Mejor posición: Segunda ronda 1996/97 y 2011/12
- Peor posición: Promoción 2008/09
- Mejores resultados:
  - 7 - 3 (Torneo Argentino B 1996/97, primera ronda, región sur, grupo A, contra Olimpia FC de Caleta Olivia)
  - 5 - 0 (Torneo Argentino B 2006/07, Clausura, fase clasificatoria, zona A, contra Deportivo Roca de Gral. Roca, Río Negro)
  - 5 - 2 (Torneo Argentino B 2001/02, primera ronda, región sur, grupo B, contra Petroquímica de Comodor Rivadavia)
- Peor resultado: 1 - 5 (Torneo Argentino B 2006/07, Apertura, fase clasificatoria, zona A, contra Independiente de Neuquén)

En copa nacional:
- Mejor posición: 32avos de final en Copa Argentina 2011/12
- Mejor resultado: 2 - 1 (Primera ronda 2011/12 contra Deportivo Madryn)
- Peor resultado: 0 - 2 (32avos de final 2011/12 contra Vélez Sarsfield)

## Jugadores y cuerpo técnico

### Equipo 2023
Actualizado el 23 de Octubre de 2023

- Nota: los equipos participantes del Torneo Argentino B tienen la posibilidad de contar, como máximo, con 3 jugadores de origen extranjero.[11]

- Nota: en las categorías de ascenso en la argentina, las numeraciones no son fijas al jugador.

- = Lesionado

#### Altas y bajas
| Nombre | Posición | Procedencia |
| ------ | -------- | ----------- |

| Nombre           | Posición | Destino                            |
| ---------------- | -------- | ---------------------------------- |
| Gonzalo Sosa     | DEL      | Juventud Unida de Gobernador Costa |
| Facundo Ocaranza | DEF      | Juventud Unida de Gobernador Costa |
| J                | MED      | H                                  |
| M                | MED      | R                                  |
| N                | DEL      | B                                  |

### Jugadores notables
- Roberto Gargini (1994): jugó en Ferrocarril Oeste
- Pablo Javier Morant (1982-1988): jugó en GELP
- Franco Niell (1997-1998): jugó en GELP
- Fabián Sambueza: jugó en Temperley
- Marcelino Britapaja: jugó en Banfield

## Palmarés

### Torneos regionales (37)
- Asociación de Football del Chubut (1): Campeonato 1926

- Asociación Deportiva del Chubut (6): Campeonato 1931, Campeonato 1934, Copa de Honor 1934, Copa de Competencia 1937, Campeonato 1940, Campeonato 1942.

- Liga de Fútbol Valle del Chubut (30): Regional 1943, Oficial 1944, Oficial 1946, Oficial 1948, Torneo Competencia 1957, Oficial 1968, Oficial 1969, Copa Juan Carlos Buenader 1970, Preparación 1970, Oficial 1970, Oficial 1979, Preparación 1981, Preparación 1982, Clasificatorio 1985, Oficial 1985, Clasificatorio 1986, Oficial 1986, Oficial 1990, Apertura 1994, Clausura 1994, Apertura 1997, Clausura 1997, Apertura 1998, Apertura 2000, Apertura 2006, Clausura 2009, Octogonal 2010, Apertura 2012, Apertura 2017 y Clausura 2018.